# Хаджи-Реджепли
Хаджи-Реджепли (на македонска литературна норма: Хаџи-Реџепли) е село в Община Щип, Северна Македония.

## География
Селото е разположено в северната част на Конечката планина на 12 километра от град Щип.

## История
В XIX век Хаджи-Реджепли е турско село в Щипска кааза на Османската империя. Според статистиката на Васил Кънчов („Македония. Етнография и статистика“) от 1900 година Хаджи Реджепли има 305 жители, всички турци.
След Междусъюзническата война в 1913 година селото остава в Сърбия.
На етническата си карта от 1927 година Леонард Шулце Йена показва Хаджи Реджепли (Hadži Redžepli) като турско село.